# Terhagen (Stein)
Terhagen (Limburgs: Terhage) is een buurtschap van Elsloo gelegen in de gemeente Stein in het zuiden van de Nederlandse provincie Limburg. De buurtschap ligt tussen de Hemelbeek, het Julianakanaal en het spoor Sittard-Maastricht.
Vlakbij bevindt zich het langgerekte Bunderbos, dat zich uitstrekt van Bunde, langs Geulle tot Elsloo. Bij Terhagen stromen de Woudbeek en de Medammerweidebeek door het bos. Ten zuiden van Terhagen ligt de Kniensheuvel.
Dorpen: Berg aan de Maas · Elsloo · Meers · Stein · Urmond

Buurtschappen, gehuchten en wijken: Catsop · De Weert · Kerensheide · Kleine Meers · Maasband · Nattenhoven · Nieuwdorp · Oud-Stein · Oud-Urmond · Stein-Centrum · Terhagen · Urmond-Oost · Veldschuur

Limburg: Steden en dorpen      Nederland: Provincies · Gemeenten